# 고노하나노사쿠야비메
고노하나노사쿠야비메(일본어: 木花之佐久夜毘売 このはなのさくやびめ[*])는 일본 신화에 등장하는 여신이다.

## 개요
『고사기』에서 본명을 카무아타츠히메(神阿多都比売 (かむあたつひめ)), 별명으로는 고노하나노사쿠야비메(木花之佐久夜毘売 (このはなのさくやびめ)), 『일본서기』에서는 본명을 가미아타츠히메 (神吾田津姫 (かみあたつひめ)), 가무아타카아시츠히메 (神吾田鹿葦津姫 (かむあたかあしつひめ)), 별명으로는 고노하나노사쿠야비메 (木花開耶姫 (このはなのさくやびめ)), 『하리마국풍토기』에서는 고노하나노사쿠야비메 (許乃波奈佐久夜比売命 (このはなのさくやびめ))로 표기되어있다. 읽는 법으로는 고노하나노사쿠야비메(コノハナノサクヤビメ), 고노하나사쿠야비메(コノハナサクヤビメ), 고노하나사쿠야히메(コノハナサクヤヒメ), 또는 간단하게 사쿠야히메(サクヤヒメ) 라고 불린다. 고노하나사쿠야히메노미코토(木花咲弥姫命 (このはさくやひめのみこと))라고도 표기되는 경우도 있다.
신화에서는 히나타에 강림한 아마테라스오오미카미의 손자 니니기노미코토와 가사사곶에서 만나 구혼한다. 아버지인 오야마쓰미노카미는 그것을 기뻐하며 언니 이와나가히메를 같이 보냈으나, 니니기노미코토는 못생긴 이와나가히메를 돌려보내고 아름다운 고노하나노사쿠야비메와만 결혼했다. 오야마쓰미노카미는 이에 분노하여, "내가 딸 둘을 함께 보낸 것은, 이와나가히메를 아내로 삼으면 천진신의 자식 (니니기노미코토)의 목숨은 바위처럼 영원할 것이며, 고노하나노사쿠야비메를 아내로 삼으면 나무에 꽃이 피듯 번영할 것이라고 서약을 세웠기 때문이다. 고노하나노사쿠야비메와만 결혼하면 천진신의 목숨은 나무에 핀 꽃처럼 덧없게 될 것이다"고 말하였다. 그래서 그 후손인 천황의 수명도 신들만큼 길지 않다 (천손강림 참조).
고노하나노사쿠야비메는 하룻밤만에 임신하지만, 니니기노미코토는 구니쓰카미의 아들이 아닌가 의심했다. 의심을 풀기 위해, 서약을 하고 산실에 들어가 "아마쓰카미가 아닌 니니기노미코토의 진짜 아이라면 무슨 일이 있어도 무사히 낳을것이다"라며 산실에 불을 질러 그 안에서 호데리노미코토, 호스세리노미코토, 호노오리노미코토의 세기둥 아들을 낳았다 (화중출산 참조). 호노오리노미코토의 손자가 초대 천황인 진무 천황이다.
『하리마국풍토기』에서는 이와다이진 (오오쿠니누시노카미)의 아내로 되어있다.

## 고증
본명의 "아타(阿多)"는 가고시마현 미나미사쓰마시에서 노마반도에 걸친 지역, 또 사쓰마국 (가고시마현 서부)에서 따온 이름으로 "사쓰마(鹿葦)"도 사츠마의 지명이라고 한다.
신 아타토히메(阿多都比売)의 명의는 "신성한, 아타의 여성 (무녀)"으로 여겨지며, 고노하나노사쿠야비메(木花之佐久夜毘売)의 신명인 "고노하나(木花)"는 고노하나치루히메와 마찬가지로 "벚꽃", "노(之)"는 격조사, "사쿠(佐久)"는 (꽃이) 피다, "야(夜)"는 간투조사, "비메毘売)"는 여성으로 해석하고, 명의는 "벚꽃 피듯 번성한 여성"으로 여겨진다. 또한 벚꽃은 신목이며, 그 꽃이 피는 생태에 따라 올해가 풍년인지 흉년인지를 점치는 나무로 믿어졌다. 신명은 피는 것을 주로 하면 "고노하나노사쿠야비메(木花之佐久夜毘売)"가 되고, 지는 것을 주로 하면 "고노하나치루히메(木花知流比売)"가 된다고 한다.

## 계보

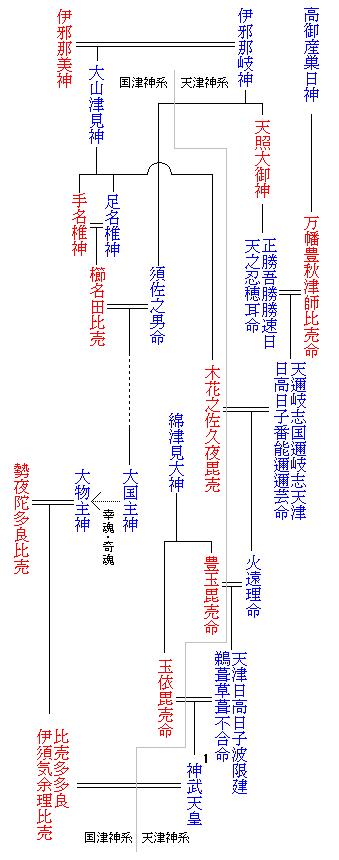
천황계보 신대 「고사기」에서

오오야마츠미노카미의 딸로, 이와나가히메의 동생이다. 아마테라스오오미카미의 손자인 니니기노미코토와의 사이에 호데리노미코토, 호스세리노미코토, 호노오리노미코토, 호아카리노미코토를 낳았다.
또한 형제자매로, 아시나즈치・데나즈치・가무오오이치히메・고노하나치루히메・이와나가히메・아마노사토노카미・쿠니노사토노카미・아마노키아게노카미・쿠니노사기리노카미・아마노카미토노카미・쿠니노아키토노카미・대당황자신・대당황여신이 있다.

## 신앙
후지산을 신체산으로 하고 있는 후지산본궁 센겐타이샤 (시즈오카현 후지노미야시)와 산하 일본 내 1300여개의 아사마 신사에 모셔져 있다.
아사마 신사 외, 순산이나 육아의 신으로서 코야스 신사 (코타이 신궁 소관 신사, 도쿄도 하치오지시, 지바현 아사히시등), 술해자신으로서 우메노미야 타이샤 (교토부 교토시 우쿄구)에, 또 이토쿠니의 중심으로 여겨지는 후쿠오카현 이토시마시의 미쿠모의 사가레이시 신사에도 언니 이와나가히메와 함께 모셔져 있다.

## 신으로 모시는 신사
고노하나노사쿠야미비메를 모시는 신사는 전국에 무수히 많이 때문에 이곳에는 주요 신사를 나열한다.
- 후지산본궁 센겐타이샤 (시즈오카현 후지노미야시)와 일본 국내의 약 1300개의 아사마 신사

신앙도 참고
- 고야스 신사 (미에현 이세시)

이세 신궁 코타이 신궁 (내궁) 소관 신사
- 쓰마 신사 (미야자키현 사이토시

히나타식 내 사좌의 한 신사. 고노하나사쿠야히메는 감주를 만들어 젖 대신 먹였다고 하며, 경내에 「일본주 발상비」가 서있다.
- 기바나 신사 (미야자키현 미야자키시)

고노하나(木花)사쿠야히메의 남편인 니니기노미코토의 행궁 유적으로 알려져있다. 세 황자 탄생의 산실 「우츠무로(無戸室)」 유적이 있다.
- 다카치호 신사 (미야자키현 니시우스키군 타카치호정)

천손강림지로 알려져있다. 사쿠야히메는 「타카치호샤」의 한 기둥으로써 남편 니니기노미코토 등과 함께 모셔져있다.
- 기리시마 신궁 (가고시마현 키리시마시)

또 한 곳의 천손강림지로 알려져, 주제신으로 남편 니니기노미코토가 모셔지고, 사쿠야히메도 같은 위치에 모셔진다.
- 닛타 신사 (가고시마현 사츠마센다이시)

사쿠야히메의 남편인 니니기노미코토의 능인 에노미사사기가 있는 신사로, 사쿠야히메의 능묘 (단릉 고분)이라고 전해지는 스에샤 (단릉 신사)가 있다.
- 오오야마즈미 신사 (에히메현 이마바리시 오미시마정)

에히메현 이마바리시 오미시마의 오오야마즈미 신사의 본전 (오오야마츠미노카미 : 고노하나사쿠야히메의 아버지신)의 뒷면에 모셔져 있다.
- 아가타 신사 (교토부 우지시)

고노하나사쿠야히메노미코토(木花咲耶姫命), 또 다른 이름은 카미아가타를 봉사하고, 아가타의 이름처럼 신대 이래 현지의 수호신이었다.
- 사쿠라이코야스 신사 (지바현 아사히시)

고노하나사쿠야히메노미코토(木花咲耶姫命)・이자나기노미코토・이자나미노미코토를 모시고있다.
- 하코네 신사 (가나가와현 아시가라시모군 하코네정)

하코네다이진의 한 신으로써 모셔지고 있다.
- 고야스 신사 (도쿄도 하치오지시)

## 관련목록
- 일본의 신 일람 (일본어판)
- 일본의 신 가계도
- 메사호즈카 고분 - 고노하나노사쿠야비메의 무덤으로 되어있는 궁내청 능묘 참고지
- 후지 신앙
- 아사마 신사
- 산신
- 바나나형 신화
- 고노하나사쿠야히메 - BANZAI JAPAN의 음악
- 소설 사쿠야히메 - 저자 야마구치 우타이토.
- 고노하나사쿠야 - 2022년 방송된 TV드라마. NHK 가고시마 방송국 제작.